# Hosianna-Kreuz

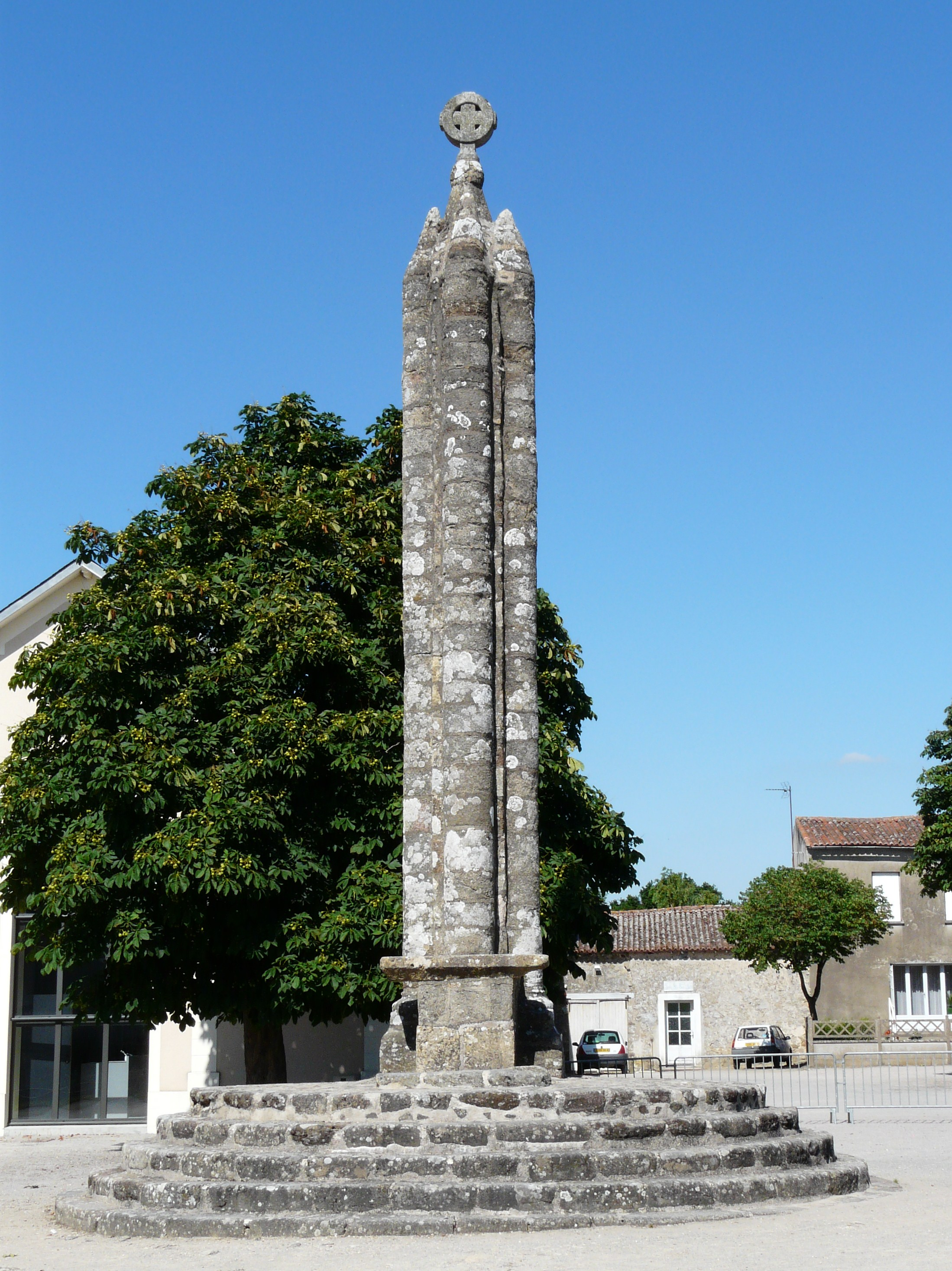
Nimbiertes Hosianna-Kreuz in La Peyratte (Département Deux-Sèvres)

Als Hosianna-Kreuze (französisch croix hosannières) werden im Westen Frankreichs freistehende Steinsäulen oder -pfeiler bezeichnet, die von einem Kreuz gekrönt sind.

## Verbreitung
Hosianna-Kreuze sind ein Charakteristikum Westfrankreichs; sie kommen vor allem in den heutigen Départements Charente, Charente-Maritime, Deux-Sèvres und Vienne vor. Insgesamt existieren noch annähernd hundert dieser Monumente; man muss jedoch davon ausgehen, dass viele von ihnen schon seit langem verschwunden sind. Die Identifizierung ist oft unklar – einige Exemplare werden auch als gewöhnliche Wegkreuze (Croix de chemin) oder als Kalvarienkreuze (Calvaire) angesehen (z. B. Biron).

## Funktion
Mündlichen Überlieferungen zufolge versammelte sich die Dorfgemeinschaft am Palmsonntag an einem solchen Kreuz mit grünen Zweigen (meist Buchs) in den Händen, um diese im Rahmen der Palmprozession in der Kirche segnen zu lassen. Die Bezeichnung ist von dem Ruf „Hosanna dem Sohne Davids!“, der bei der Prozession gesungen wird, abgeleitet.

## Lage
Hosianna-Kreuze stehen oft auf dem ehemaligen oder aber noch genutzten Kirchhof einer Gemeinde oder an einer anderen zentralen Stelle im Ort. Trotz eines vergleichbaren Aufbaus werden Kreuze am Ortsrand (z. B. Agris) oder im Feld eher als Wegkreuze bezeichnet.

## Aufbau
Üblicherweise bestehen Hosianna-Kreuze aus drei Teilen – einer Sockelzone (Basis), einem Schaft (Pfeiler oder Säule) und einem Kreuz an der Spitze. Sie stehen meist auf einem abgetreppten quadratischen oder runden Unterbau und verfügen im Unterschied zu den – ebenfalls westfranzösischen – Totenlaternen (lanternes des morts) über keine Vorrichtung zur Anbringung eines Lichtes oder einer Fackel. Viele Hosianna-Kreuze sind eher einfach gestaltet und nicht übermäßig hoch (3–6 m). Andere haben einen komplexeren Aufbau mit einer mehrfach abgestuften Sockelzone und einem gegliederten Schaft (Rioux, La Peyratte, Chermignac, Apremont u. a.); sie erreichen manchmal Gesamthöhen von 10 bis 12 m und mehr.

## Kreuzformen
Die verwendeten Kreuzformen variieren stark; häufig sind jedoch Abwandlungen des griechischen Kreuzes mit vier gleich langen Armen (Tatzenkreuz, Malteserkreuz, Prankenkreuz, Lilienkreuz, Ankerkreuz und andere); auch nimbierte Formen kommen vor (vgl. Weihekreuz). Alle Kreuze sind ohne Kruzifixus, das heißt, ohne den figürlich gestalteten Corpus des Gekreuzigten, was sehr wahrscheinlich auf den Fakt zurückgeführt werden kann, das Christus am Palmsonntag noch nicht gekreuzigt war.

## Geschichte
Die ältesten Hosianna-Kreuze dürften aus dem 12., vielleicht sogar noch aus dem 11. Jahrhundert stammen. Dasjenige in Rioux trägt in seinem Sockel die eingravierte Jahreszahl 1188. Die Kreuze von Chermignac und Apremont tragen hingegen eindeutig gotische Züge; diejenigen von Apremont (1545) und Ligné (1654) dürften zu den letzten gehören.

## Bilder

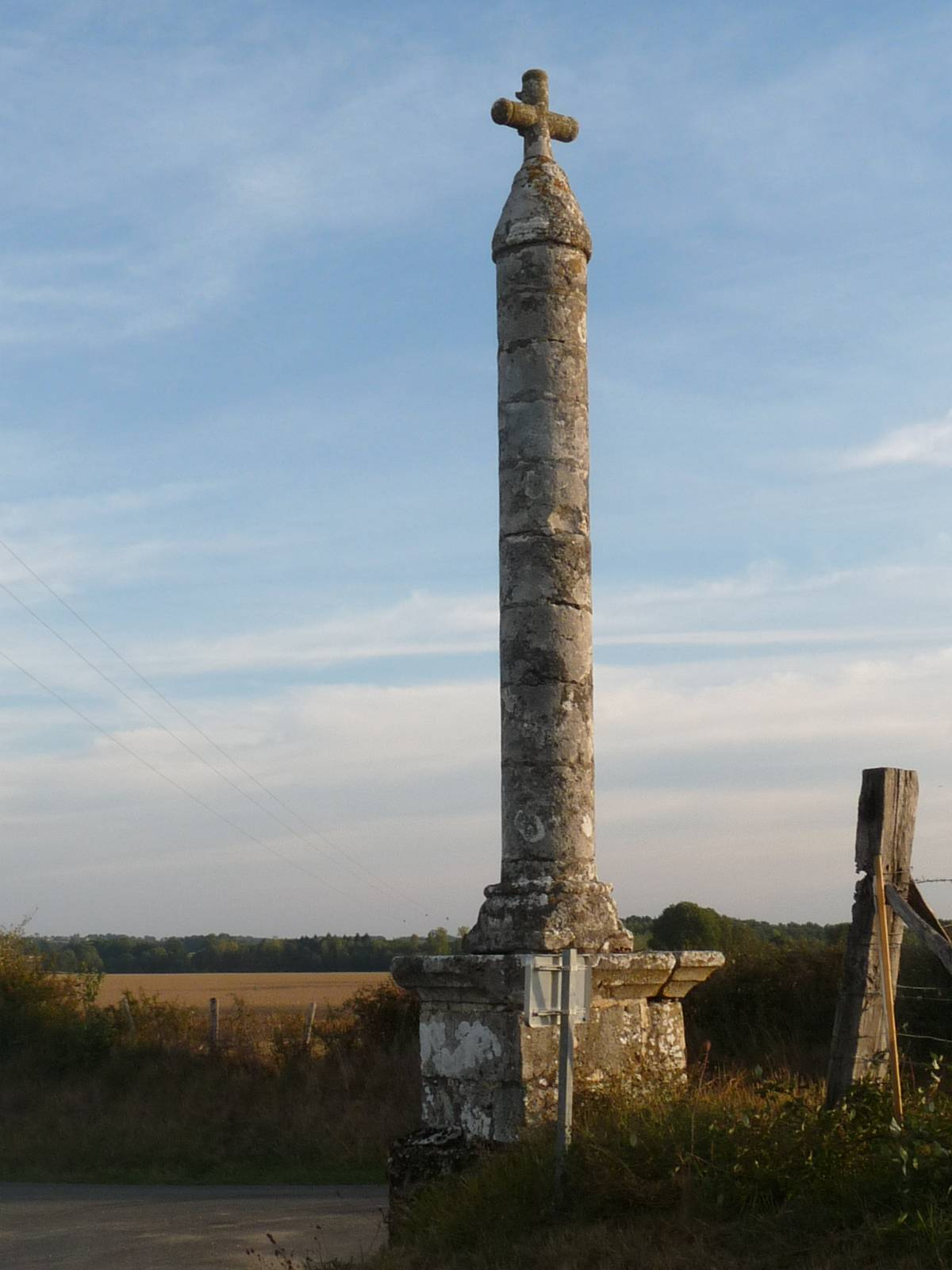
Agris (Charente)
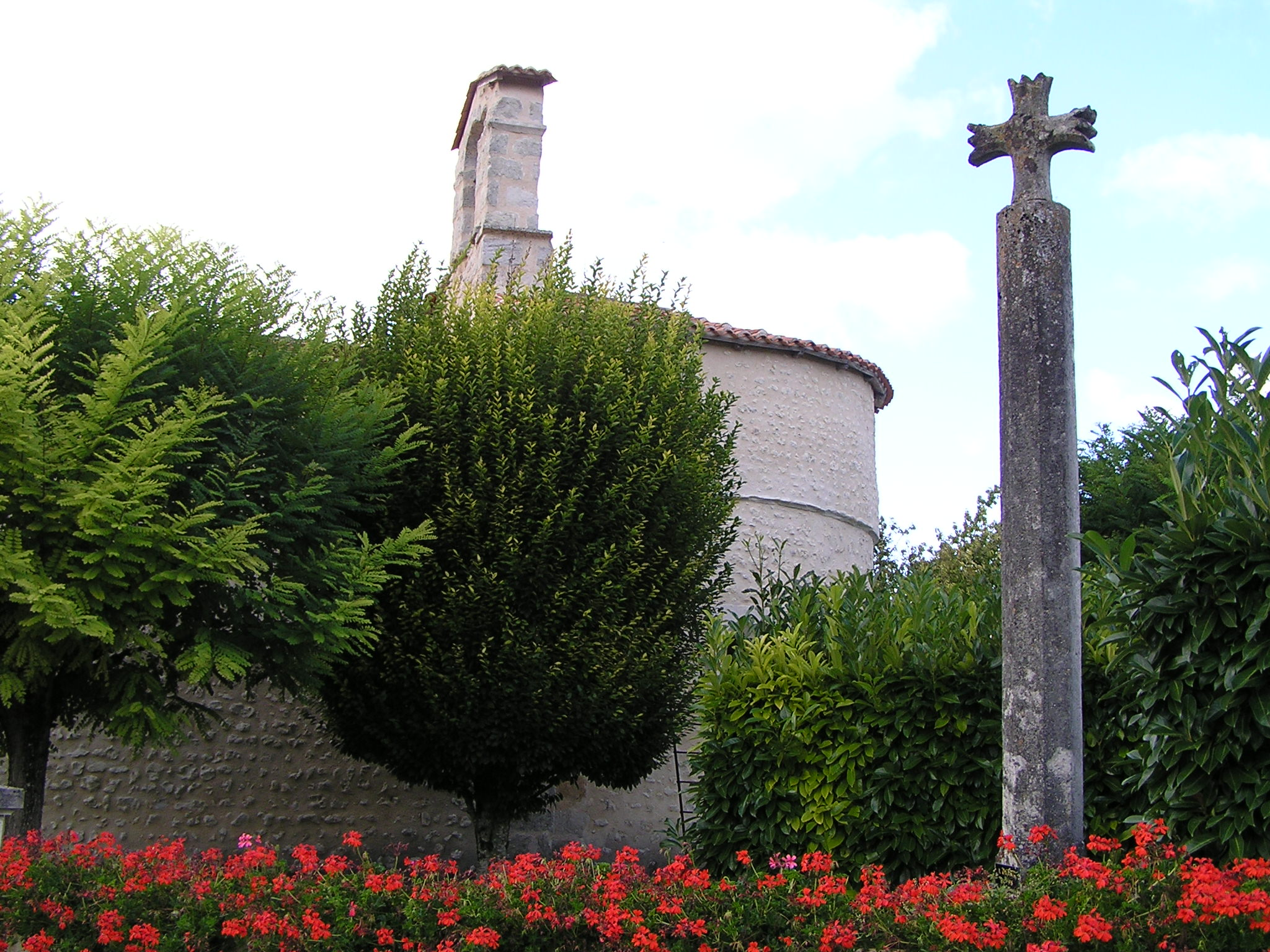
Saint-Léger (Charente)
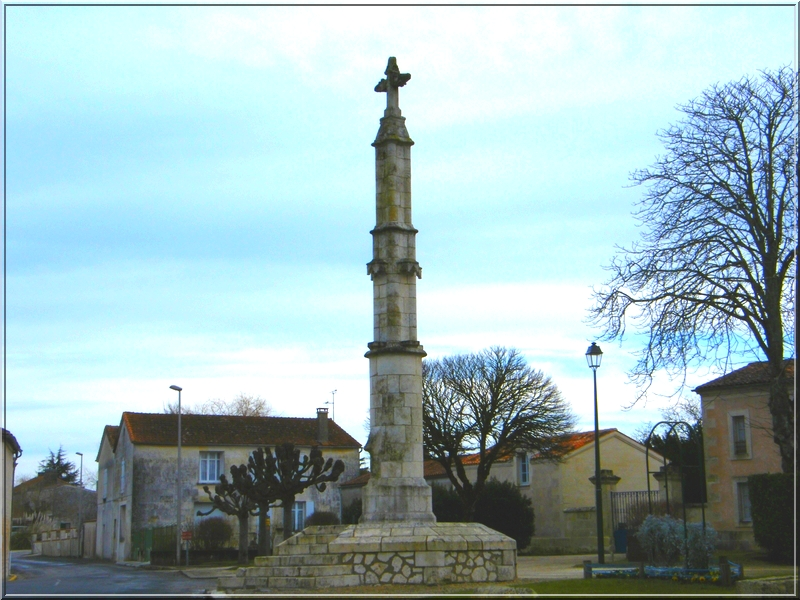
Chermignac (Charente-Maritime)
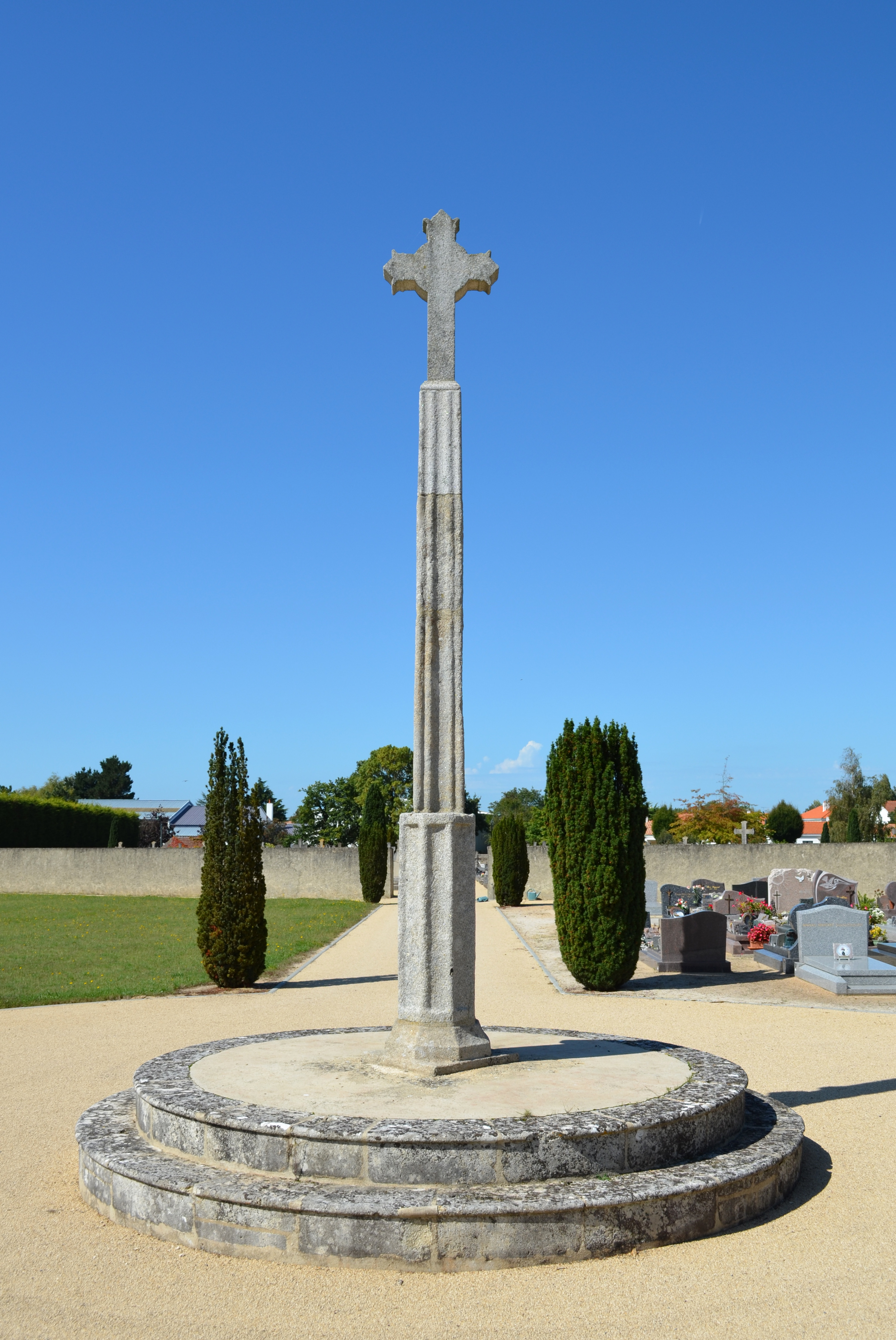
Soullans
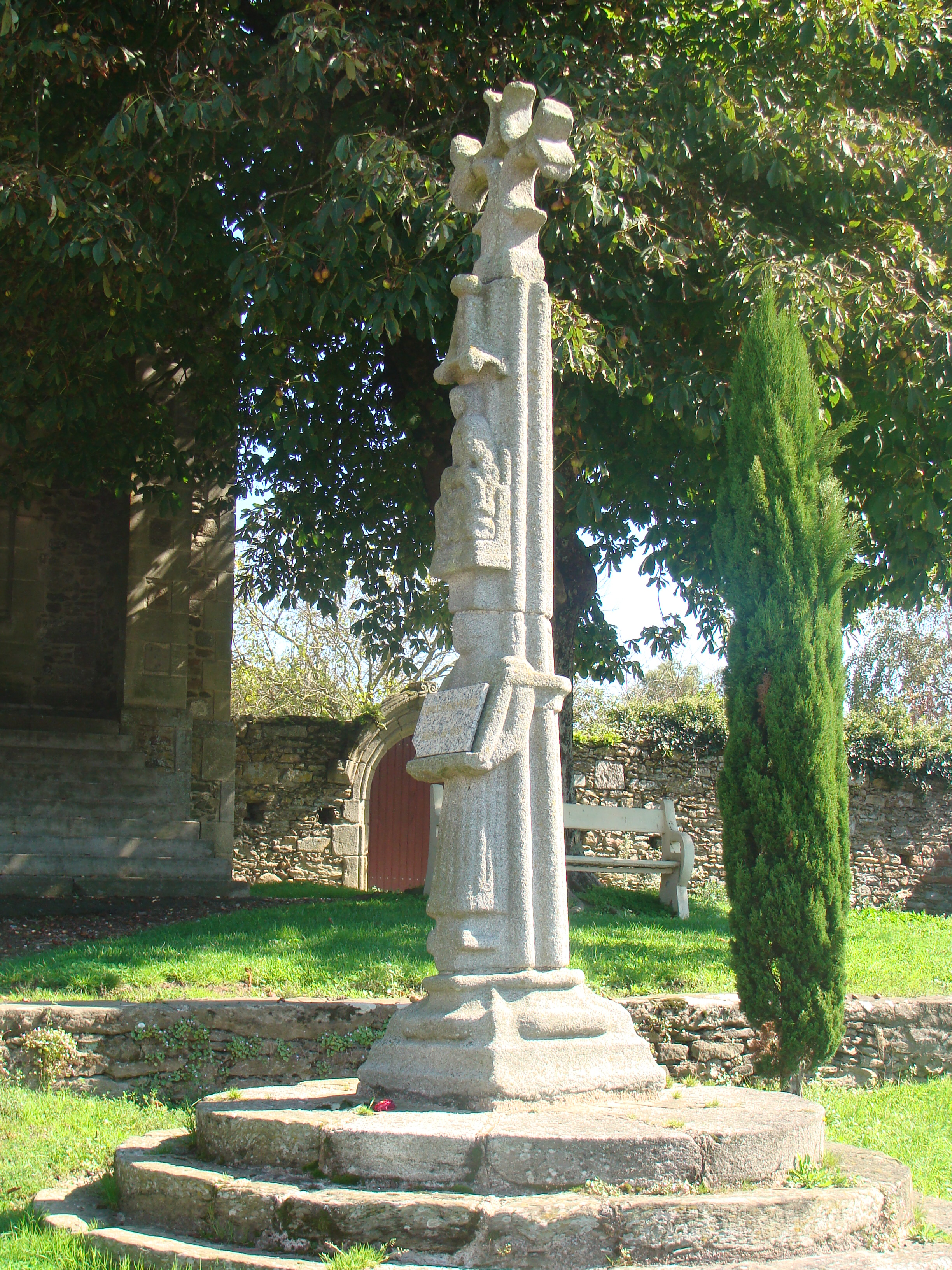
Apremont (Vendée), 1545
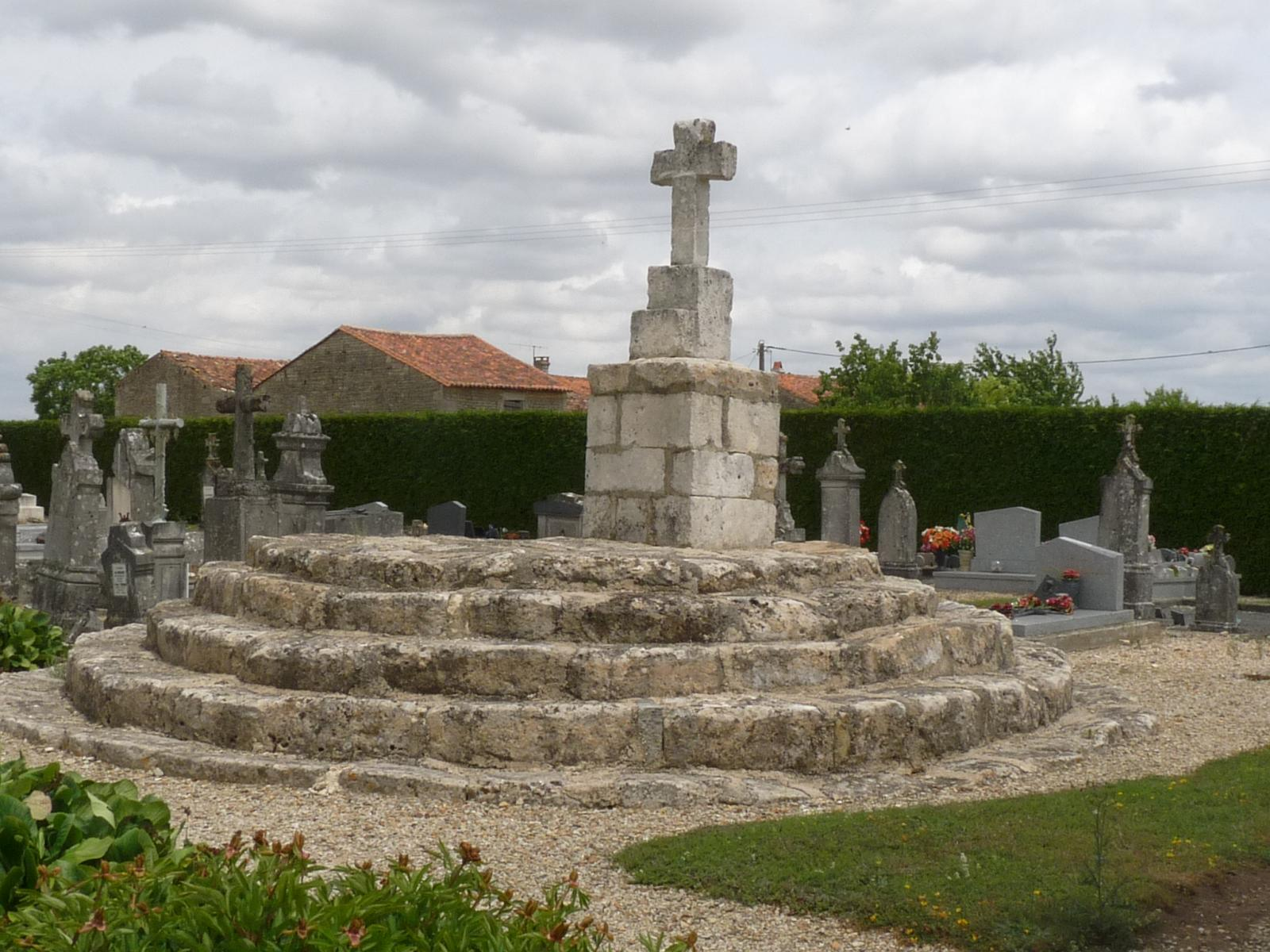
Ligné, 1654